# گمینا خودچ
گمینا خودچ (به لهستانی:  Gmina Chodecz) یک گمینا در لهستان است که در شهرستان ووتس‌واوک واقع شده‌است. گمینا خودچ ۱۲۲٫۲۳ کیلومتر مربع مساحت و ۶٬۳۹۵ نفر جمعیت دارد.